# Alfred Harmsworth

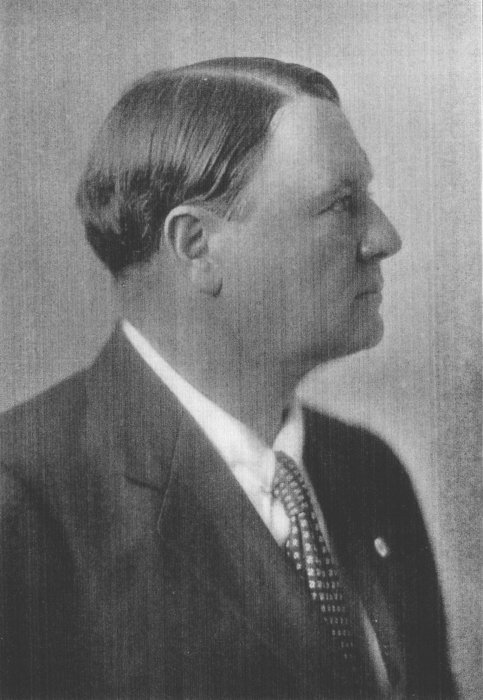
Alfred Charles William Harmsworth, 1st Viscount Northcliffe

Alfred Charles William Harmsworth, 1st Viscount Northcliffe (15 juli 1865 – 14 augustus 1922) ontwikkelde zich na een armoedige jeugd tot een machtig Brits mediamagnaat, actief in het uitgeven van kranten en boeken. Hij werd beroemd door het opkopen van verliesgevende kranten die hij omvormde tot succesvolle titels. Gedurende zijn leven was hij een invloedrijk opiniemaker in Groot-Brittannië. 
Harmsworth sponsorde de expeditie van Frederick George Jackson naar de Noordpool - op Alexandraland in de Russische archipel Frans Jozefland is een kaap vernoemd naar zijn echtgenote: Kaap Mary Harmsworth. 
In 1903 bracht hij een kaart uit van het Noordpoolgebied, die bekend staat als de Hamsworth-atlas.
Grootheidswaanzin droeg bij aan een ernstige depressie kort voor zijn overlijden.